# Năm Cột trụ của Hồi giáo
Năm Cột trụ của Hồi giáo (أركان الإسلام - arkān al-Islām hay arkān ad-dīn - أركان الدين - Cột trụ của tôn giáo) là những điều cơ bản để vận hành Hồi giáo, đồng thời là những hành vi hành đạo bắt buộc đối với tất cả những người theo tôn giáo này. Cả hai nhánh quan trọng của Hồi giáo là Sunni và Shia đều đồng thuận về những điều cơ bản của những cột trụ này và thực hiện chúng, nhưng nhánh Shia có những cái tên khác cho chúng. 
Năm Cột trụ này bao gồm: Tuyên xưng Đức tin - Shahada (ٱلشَّهَادَةُ aš-šahādah), Cầu nguyện - Salah (صَلاة ṣalāh), Bố thí - Zakat (زكاة), Nhịn ăn - Sawm (صوم) và Hành hương - Hajj (حج‎ haǧǧ)

## Tổng quan
Những nghĩa vụ tôn giáo của các tín đồ Hồi giáo được gọi là Năm Cột trụ. Chúng được biết đến và thực hành bởi các tín đồ trên khắp thế giới, bất kể điều kiện hay sự khác biệt. Những điều được quy định này được cho rằng là điều kiện bắt buộc để một con người có thể sống một cuộc sống như Muhammad - một cuộc sống cẩn trọng và tinh thông. Giống như các tôn giáo khác, Hồi giáo coi những Cột trụ và việc thực hành nó là tiêu chuẩn, tuy nhiên không đồng nghĩa với việc tất cả những người cho mình là tín đồ Hồi giáo phải tuân theo nó một cách hà khắc. Sự thực hành của mỗi cá nhân phụ thuộc tương đối vào niềm tin của họ, ví dụ như không phải tín đồ nào cũng cầu nguyện hàng ngày, giữ chế độ nhịn ăn nghiêm ngặt, hành hương tới thánh địa Mecca hay trích thu nhập của mình cho Zakat. Không bao lâu sau khi những tín đồ Hồi giáo Ả Rập chinh phục những vùng lãnh thổ mới, họ bắt đầu xây dựng các thánh đường và thành trì, xây dựng các công trình kỷ niệm và hiện vật khác nhau để thể hiện đức tin và văn hóa của họ. 
Mỗi Cột trụ trong cả năm cột trụ của Hồi giáo đều xuất hiện trong Thiên Kinh Qur'an, trong những chương khác nhau. Mặc dù trong kinh Qur'an, Shahada không hề xuất hiện với dạng đầy đủ như hiện nay, câu 20 của chương 8 đã chấp thuận cho những người tin tưởng vào sự duy nhất của Allah và sứ giả Muhammad. Những lời cầu nguyện xuất hiện liên tục trong kinh Qur'an, với thời gian phải thực hiện cầu nguyện xuất hiện trong câu 130 của chương 20, và cách quỳ lạy khi làm lễ là câu 29 - chương 48. Trong một vài chương khác, các tín đồ Hồi giáo đã được yêu cầu để cầu nguyện và bố thí - giống với nội dung của Zakat và Salah (ví dụ như câu 12 - chương 5), tuy nhiên bố thí khi nào, bố thí cho ai lại chỉ được làm rõ hơn trong Hadith. Riêng với việc nhịn ăn, điều này đã được làm rõ trong kinh Qur'an từ câu 183 - 187 của chương 2 - khi quy định thời gian của tháng Ramadan, quy định rằng ai phải và không phải nhịn ăn, và việc không nhịn phải có những điều kiện gì. Đối với việc hành hương Hajj - cũng là phần dài nhất trong Thiên Kinh (chương 2, từ câu 196 tới 203) đã khuyên nhủ về nơi hành hương, hành vi và tư tưởng của những người sẽ tham gia cuộc hành hương và luôn khẳng định rằng Allah là ưu tiên hàng đầu của mỗi tín đồ. 

## Năm Cột trụ của Hồi giáo Sunni

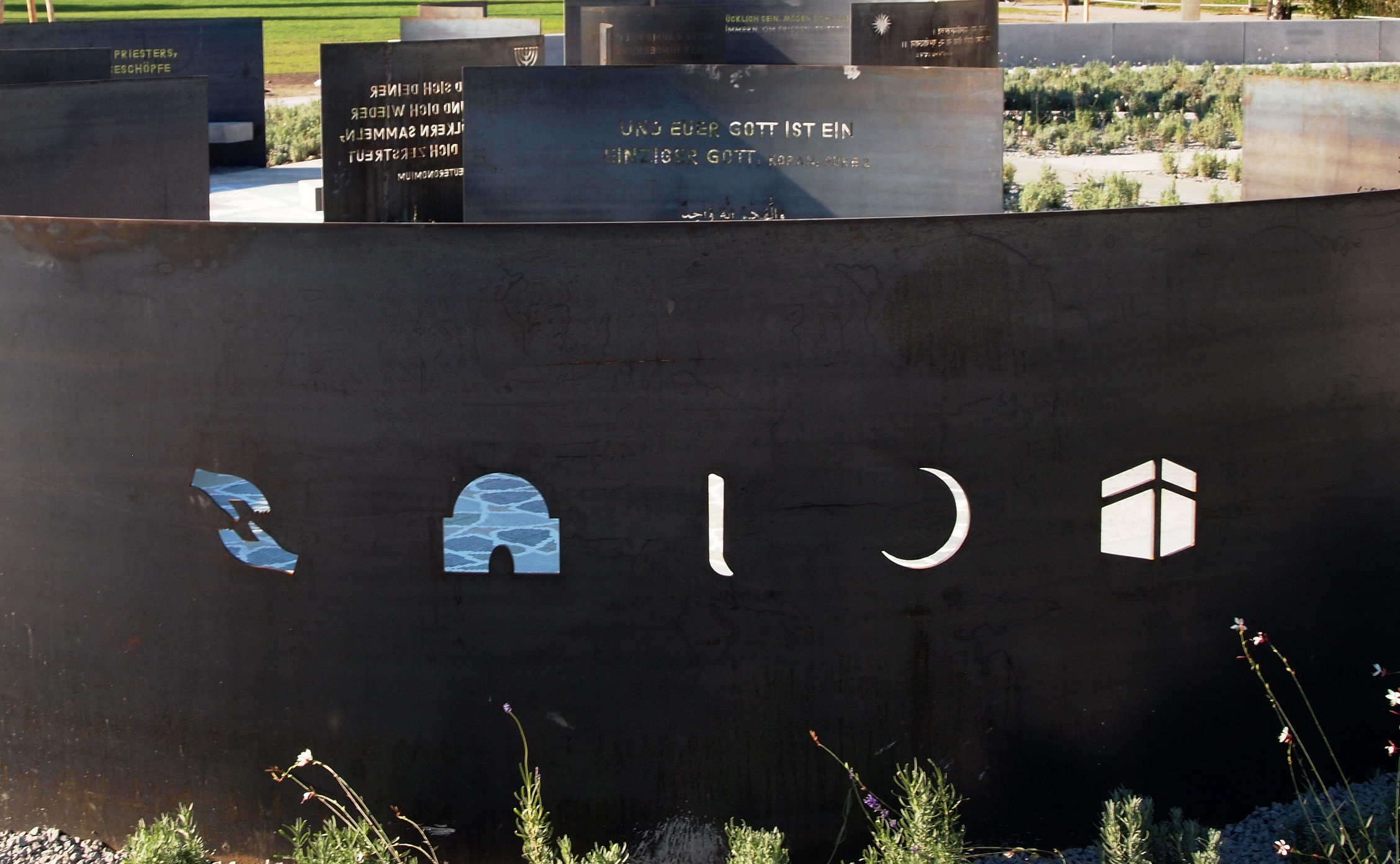
Một tác phẩm thể hiện Năm Cột trụ của Hồi giáo

### Thứ nhất: Tuyên xưng Đức tin - Shahada
Cột trụ đầu tiên của Hồi giáo là Shahada, nhằm khẳng định cho niềm tin của mỗi tín đồ. Lời Chứng ngôn này có hai phần: 
لَا إِلَٰهَ إِلَّا ٱللَّٰهُ (lā ʾilāha ʾillā -llāh) - "Không có thánh thần nào ngoài Allah,
مُحَمَّدٌ رَسُولُ ٱللَّٰهِ (muḥammadur rasūlu -llāh) - Muhammad là sứ giả của Allah."
Hai mệnh đề trên được kết nối với nhau thông qua cụm أَشْهَدُ أَنْ - (ašhadu - "tôi thừa nhận rằng"), từ đó trở thành một câu Shahada hoàn chỉnh:
أَشْهَدُ أَنْ لَا إِلَٰهَ إِلَّا ٱللَّٰهُ وَأَشْهَدُ أَنَّ مُحَمَّدًا رَسُولُ ٱللَّٰهِ
(ašhadu ʾan lā ʾilāha ʾilla -llāhu, wa-ʾašhadu ʾanna muḥammadan rasūlu -llāh)
Tôi thừa nhận rằng không có thánh thần nào ngoài Allah, và tôi chứng nhận Muhammad là sứ giả của Ngài.
Chứng ngôn Shahada là điều kiện duy nhất cần thiết để một người có thể trở thành tín đồ Hồi giáo, hoặc để cải đạo sang đạo Hồi.
Phần đầu tiên của Chứng ngôn nhằm khẳng định sự duy nhất của Allah. Tawhid (Sự Duy Nhất của Thượng Đế) cũng thường sử dụng phần "لَا إِلَٰهَ إِلَّا ٱللَّٰهُ" này để làm rõ sự độc thần trong Hồi giáo, khẳng định sự toàn năng của Allah như nguồn gốc của vạn vật. Phần thứ hai của Chứng ngôn thể hiện sự độ lượng hết mực của Ngài, đồng thời thừa nhận Muhammad là sứ giả cuối cùng, sử dụng Muhammad như một chuẩn mực cho tất cả các tín đồ Hồi giáo, khi Muhammad thừa nhận đã từng bị lung lay tư tưởng bởi các cộng đồng đạo Thiên Chúa hay Do Thái, nhưng sau đó đã được giác ngộ bởi những lời dạy trong kinh Qur'an để từ đó trở thành sứ giả cuối cùng của cộng đồng Hồi giáo trong suốt lịch sử. 
Lời Chứng ngôn được thốt lên năm lần mỗi ngày, trong các lần cầu nguyện. Shahada là điều đầu tiên được truyền đạt với một đứa trẻ mới sinh, và là điều cuối cùng với một người trong lúc hấp hối, cho thấy tín đồ Hồi giáo và các cột trụ là nền tảng của một đời người - kể từ khi họ sinh ra và cho tới khi họ chết.

### Thứ hai: Cầu nguyện - Salah

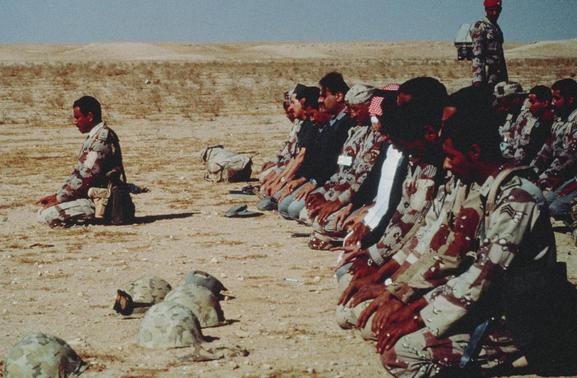
Lính Ai Cập thực hiện Salah khi đang làm nhiệm vụ trong Chiến tranh Vùng Vịnh

Cột trụ thứ hai của Hồi giáo Sunni là Salah - cầu nguyện. Trước khi cầu nguyện, mỗi tín đồ phải vệ sinh bản thân mình như rửa tay, mặt và chân của mình, việc này được gọi là wudu (الوضوء al-wuḍū - Sự thanh tẩy). Một Muezzin sẽ xướng thật to những lời cầu nguyện trong nơi trang nghiêm của một thánh đường. Các câu trong kinh Qur'an có thể được xướng trong lặng lẽ hoặc với âm lượng lớn. Các tín đồ tham gia cầu nguyện sẽ thực hiện tư thế Sujud (سُجود), hướng đầu về Kaaba ở thánh địa Mecca. Việc cầu nguyện được thực hiện năm lần một ngày: 
- Fajr (صلاة الفجر ṣalāt al-fajr), thực hiện trước khi mặt trời mọc.
- Zuhr (ر ṣalāt aẓ-ẓuhr), thực hiện vào buổi trưa sau khi mặt trời qua đỉnh.
- Asr (صلاة العصر ṣalāt al-ʿaṣr), thực hiện vào buổi chiều trước hoàng hôn.
- Maghrib (صلاة المغرب ṣalāt al-maġrib), thực hiện vào sau lúc hoàng hôn.
- Isha (صلاة العشاء ṣalāt al-ʿišāʾ), thực hiện vào buổi tối.

Việc cầu nguyện diễn ra là tổng hợp của một chuỗi các tư thế cầu nguyện, gồm có: cúi đầu khi đặt tay ngang đầu gối, đứng, lễ lạy và ngồi trong một tư thế đặc biệt (mà không tựa đỡ bằng gót chân hay mông). Mỗi khi thay đổi tư thế, câu Takbir "Allahu Akbar" (الله أكبر, Thánh Allah là đấng vĩ đại nhất) được xướng lên. 
Một tín đồ Hồi giáo có thể cầu nguyện ở bất cứ đâu như tại cơ quan, trường học, tuy nhiên các thánh đường là nơi được ưu tiên hơn để thực hiện việc cầu nguyện này do nơi này phù hợp hơn với hành vi tôn giáo. Việc cầu nguyện này là không bắt buộc đối với phụ nữ đang trong kì kinh nguyệt, trẻ em chưa dậy thì hoặc những người khuyết tật (về cả khả năng nhận thức hoặc khả năng vận động). Những tín đồ đang mắc bệnh hoặc không thể thực thi các tư thế cầu nguyện vẫn phải cầu nguyện, họ có thể thực hiện việc này trên giường hay thậm chí là trong tư thế nằm. Khi đi du lịch, những lần cầu nguyện có thể được gộp lại, ví dụ như gộp Maghrib với Isha vào với nhau. 

### Thứ ba: Bố thí - Zakat
Cột trụ thứ ba của Hồi giáo là Zakat - bố thí. Bản thân từ Zakat trong tiếng Ả Rập là زكاة - sự thanh lọc, mà ở đó mỗi tín đồ sẽ trích ra một phần tài sản của mình để khiến phần tài sản còn lại trở nên thuần khiết và hợp lệ về mặt tôn giáo. Làm theo cột trụ này, mỗi tín đồ sẽ trích ra một phần tài sản của họ để giúp đỡ cộng đồng Hồi giáo, thường vào khoảng 2,5%. Hành vi này không được tìm thấy trực tiếp trong Thiên Kinh Qur'an mà là trong Hadith. Phần "thuế" này thường được sử dụng cho những nơi linh thiêng, thánh đường của cộng đồng Hồi giáo bản điạ, hoặc dùng để giúp đỡ những người cần thiết, nghèo đói, bần cùng. 
Zakat là điều bắt buộc phải thực hiện với mọi tín đồ tôn giáo có khả năng thực hiện nó, và cũng là trách nhiệm cá nhân của mỗi tín đồ để xóa đi sự chênh lệch giàu - nghèo, loại bỏ bất công. Tín đồ cũng có thể quyên góp nhiều hơn mức được quy định - điều này được gọi là Sadaqah (صدقة), và hành vi này nên được thực hiện tự nguyện thay vì cố gắng đạt được một phần thưởng nào đó thông qua sự bố thí này. Có năm quy tắc cơ bản mà một tín đồ phải tuân theo khi thực hiện Zakat: 
1. Người thực hiện phải tuyên thệ với Allah chủ đích của họ khi thực hiện bố thí.
2. Zakat phải được thực hiện ngay, ít sự chậm trễ nhất có thể, chậm nhất là trong ngày.
3. Sau khi bố thí, người thực hiện không được phép tiêu tiền nhiều hơn bình thường.
4. Việc bố thí phải được diễn ra trên sự hảo tâm. Nếu một người có đủ điều kiện, họ phải trích một phần tài sản, nhưng nếu như không có nhiều, họ có thể thực hiện Zakat qua những cách khác, như có những hành động tốt, hành vi tốt với mọi vật - mọi người xung quanh.
5. Người thực hiện Zakat ở đâu, số tài sản để bố thí phải quay trở lại cộng đồng ở đó.

### Thứ tư: Nhịn ăn - Sawm
Cột trụ thứ tư của Hồi giáo là Sawm, tức nhịn ăn. Việc nhịn ăn này được diễn ra trong tháng Ramadan - là tháng lễ theo lịch Hồi giáo. Sử dụng lịch Hồi giáo cũng đồng nghĩa với việc tháng Ramadan của năm này sẽ diễn ra sớm hơn tháng Ramadan của năm trước 11 ngày. Việc này được đề cập tới trực tiếp trong kinh Qur'an: 
أُحِلَّ لَكُمْ لَيْلَةَ ٱلصِّيَامِ ٱلرَّفَثُ إِلَىٰ نِسَآئِكُمْ ۚ هُنَّ لِبَاسٌۭ لَّكُمْ وَأَنتُمْ لِبَاسٌۭ لَّهُنَّ ۗ
عَلِمَ ٱللَّهُ أَنَّكُمْ كُنتُمْ تَخْتَانُونَ أَنفُسَكُمْ فَتَابَ عَلَيْكُمْ وَعَفَا عَنكُمْ ۖ
فَٱلْـَٔـٰنَ بَـٰشِرُوهُنَّ وَٱبْتَغُوا۟ مَا كَتَبَ ٱللَّهُ لَكُمْ ۚ وَكُلُوا۟ وَٱشْرَبُوا۟ حَتَّىٰ يَتَبَيَّنَ لَكُمُ
ٱلْخَيْطُ ٱلْأَبْيَضُ مِنَ ٱلْخَيْطِ ٱلْأَسْوَدِ مِنَ ٱلْفَجْرِ ۖ ثُمَّ أَتِمُّوا۟ ٱلصِّيَامَ إِلَى ٱلَّيْلِ ۚ وَلَا
تُبَـٰشِرُوهُنَّ وَأَنتُمْ عَـٰكِفُونَ فِى ٱلْمَسَـٰجِدِ ۗ تِلْكَ حُدُودُ ٱللَّهِ فَلَا تَقْرَبُوهَا ۗ
كَذَٰلِكَ يُبَيِّنُ ٱللَّهُ ءَايَـٰتِهِۦ لِلنَّاسِ لَعَلَّهُمْ يَتَّقُونَ
Cho phép các ngươi được ăn nằm với vợ ban đêm, trong suốt thời gian nhịn chay. Họ là y phục của các ngươi, và các ngươi cũng là y phục của họ.
Allah biết điều các ngươi thường lén lút với nhau. Do đó, Ngài đoái thương quay lại tha thứ cho các ngươi.
Bởi thế, bây giờ các ngươi được phép chung chạ với họ, nhưng hãy cố gắng thực hiện điều Allah đã ra lệnh cho các ngươi, và hãy ăn và uống cho đến khi các ngươi thấy rõ sợi chỉ trắng của buổi rạng đông tách khỏi sợi chỉ đen của nó, rồi hoàn tất viêc nhịn chay cho đến lúc đêm xuống.
Và không được ăn nằm với vợ trong thời gian các người ẩn mình E'tikaaf trong Masjid.
Đó là những giới cấm quy định bởi Allah. Do đó, chớ vi phạm chúng.
Allah trình bày những Lời Mặc Khải của Ngài cho nhân loại đúng như thế để may ra họ trở thành người ngay chính sợ Allah. 

- câu 187, chương 2 - Al-Baquarah (Con bò), Thiên Kinh Qur'an, bản dịch của Dr. Mustafa Khattab
Việc nhịn ăn được diễn ra từ trước khi mặt trời mọc cho tới khi kết thúc hoàng hôn, trong khoảng thời gian đó các tín đồ không được phép bỏ bất cứ thứ gì vào miệng (việc ăn - uống, hút thuốc hoặc kể cả nói xấu người khác) và các hành vi tình dục. Lý do cho hành vi nhịn ăn này là để nhắc nhở các tín đồ Hồi giáo về việc tất cả đều được ban ân bởi Allah, và có những hoàn cảnh kém may mắn hơn cần sự giúp đỡ của họ. Ramadan cũng là thời gian để các tín đồ củng cố niềm tin của mình, hoạt động thiện nguyện  và thú tội. 
Việc nhịn ăn trong tháng Ramadan là bắt buộc, nhưng có những nhóm người bị cấm làm điều này bởi sự nguy hiểm và vấn đề mà nó có thể đem lại. Những nhóm này bao gồm: Trẻ em chưa dậy thì, những người cần điều trị y tế liên tục, người già, phụ nữ đang có thai hoặc đang cho con bú. Phụ nữ đang trong kì kinh nguyệt, người đang bị ốm hoặc đang ở nơi xa được miễn nhịn ăn, với điều kiện họ phải nhịn bù vào một ngày khác. 

### Thứ năm: Hành hương - Hajj

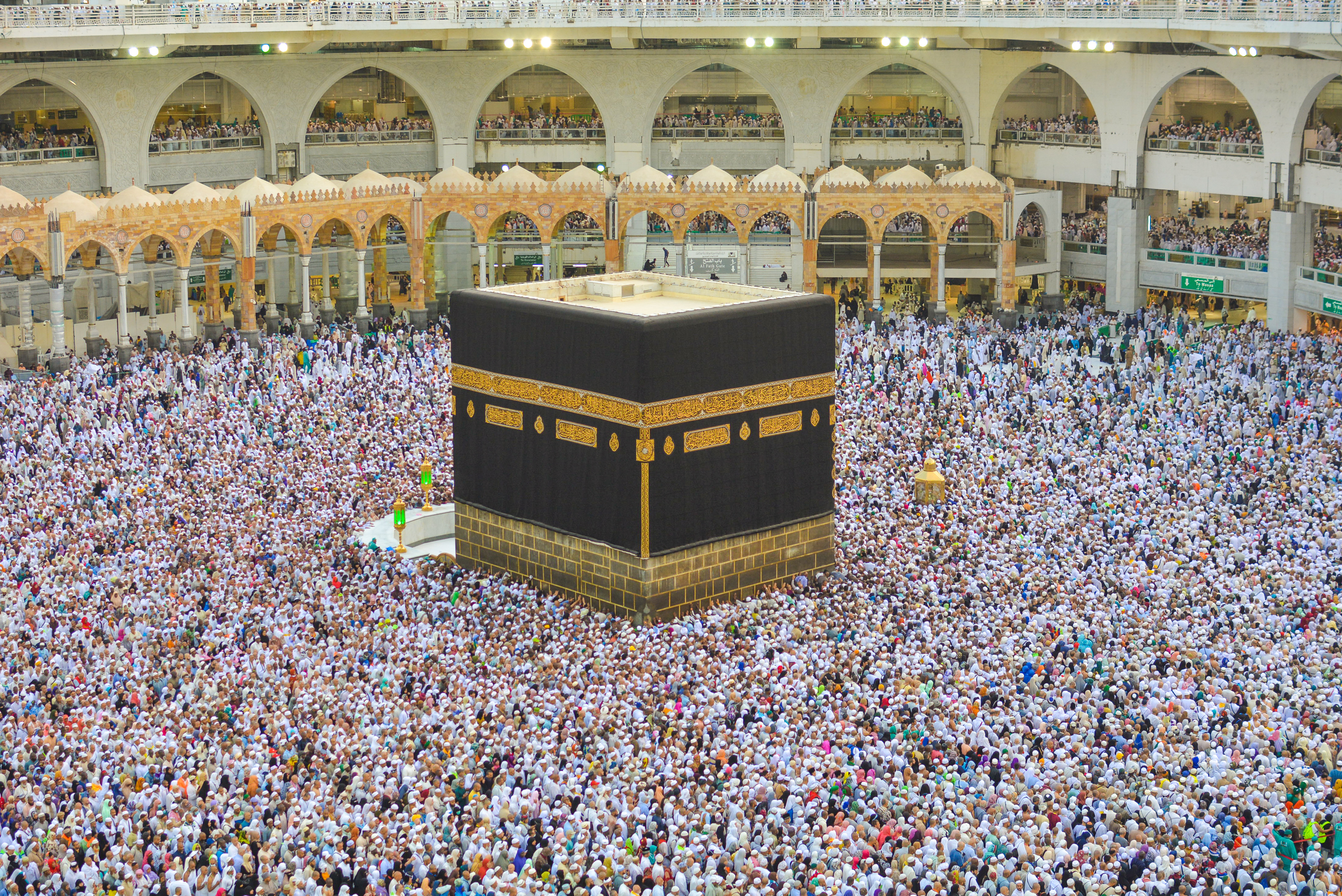
Khung cảnh xung quanh Kaaba trong quá trình thực hiện Hajj

Cột trụ cuối cùng của Hồi giáo là Hajj - hành hương. Trong cuộc đời của một tín đồ, nếu có khả năng - họ sẽ phải thực hiện một chuyến hành hương tới thánh địa Mecca trong tháng 12 theo lịch Hồi giáo. Khi tới Mecca, tín đồ nam chỉ được mặc áo choàng đơn sơ, tín đồ nữ sẽ mặc một bộ đồ giản dị hơn trang phục thường ngày, để nhắc nhở rằng tất cả mọi người đều bình đẳng trước Allah. Trong quá trình thực hiện Hajj, tín đồ sẽ đi vòng quanh Kaaba bảy lần, chạm vào Viên Đá Đen (ٱلْحَجَرُ ٱلْأَسْوَد, al-Ḥajaru al-Aswad), đi qua Safa và Marwa bảy lần và thực hiện Jamarat (رمي الجمرات ramy al-jamarāt). 
Khi tới Mecca, một tín đồ sẽ tới Kaaba trong thánh đường Al-Masjid al-Haram và đi vòng quanh nó, sau đó sẽ tưởng niệm Bài giảng Tạ Thế của Muhammad tại Arafat. Trên đường trở về nghỉ ngơi, các tín đồ sẽ dừng lại ở Mina, nơi họ sẽ ném 7 viên sỏi - tượng trưng cho sự căm thù Shaitan (Satan). Cuối cùng, họ quay trở lại Mecca cho lễ cầu nguyện cuối cùng - khi họ đi vòng quanh Kaaba bảy lần, và rời khỏi Mecca để trở về quê hương. 
Sau khi thực hiện xong chuyến hành hương này, tín đồ đó sẽ được gọi là hajj(với nam)/hajja(với nữ) - nhằm chỉ người đã hành hương tới Mecca. 